# Common Cause
Common Cause ist eine US-amerikanische Nichtregierungsorganisation mit Sitz in Washington, D.C. Sie wurde 1970 von John W. Gardner gegründet. Von 1980 bis 1996 veröffentlichte die Organisation das Common Cause Magazine.

## Ziele
Ziel der Gruppe ist die Förderung von Transparenz in politischen Institutionen der Vereinigten Staaten. Der Fokus des Engagements der Organisation liegt hierbei auf Parteienfinanzierungsreform, Wahlreform, Ethik in der Regierung, Regierungsverantwortung und Medien. Weitere Beschäftigungsfelder sind das Gesundheitswesen, Umweltschutz sowie Verteidigung.